# Елія Луїні
Елія Луїні  (італ. Elia Luini, 23 червня 1979) — італійський веслувальник, олімпійський медаліст.

## Виступи на Олімпіадах
| Олімпіада   | Дисципліна         | Місце |
| ----------- | ------------------ | ----- |
| Сідней 2000 | легка двійка парна | 2     |
| Афіни 2004  | легка двійка парна | 12    |
| Пекін 2008  | легка двійка парна | 4     |